# Patrycja Dubiel
Patrycja „Pati” Dubiel (ur. 4 lipca 1977 w Krośnie) – polska rzeźbiarka, malarka i rysowniczka.

## Życiorys
Absolwentka Akademii Sztuk Pięknych we Wrocławiu. Dyplom obroniła w 2003 roku na wydziale Ceramiki i Szkła pod kierunkiem prof. Małgorzaty Dajewskiej.
Stypendystka Ministra Kultury i Dziedzictwa Narodowego, Fundacji Kiwanis Wratislavia oraz Glass Studio Borowski. Swoje prace wystawiała na ponad sześćdziesięciu wystawach w kraju i za granicą m.in. w USA, Danii, Niemczech, Belgii. Laureatka licznych nagród   
W 2013 roku stworzyła galerię sztuki Versus we Wrocławiu, a w roku 2025 została właścicielką drugiej galerii sztuki Versus Studio & Art Gallery, również we Wrocławiu.
W latach 2019–2023 członkini Zarządu Okręgu Wrocławskiego Związku Polskich Artystów Plastyków.

## Twórczość
Głównymi formami jakimi posługuje się Pati Dubiel w swojej twórczości to rysunek, malarstwo oraz rzeźba. Każda z jej prac to opowieść, i zaczynając je oglądać w jednym miejscu, jak po nitce idzie się do poszczególnych detali, które tworzą nam całą historię. Historię o nas ludziach, o tym co nas otacza, o naszych pragnieniach i strachach.
Szklane realizacje Pati Dubiel zawsze łączą w sobie szereg technik, są wielowymiarowe, świadczą o szerokiej gamie zainteresowań autorki. Trudno jest sklasyfikować styl Dubiel, jego egzotyka i niepowtarzalność czynią z niego znak rozpoznawczy artystki.
Szczególnymi cechami szklanych dzieł Pati Dubiel zawsze jest kolor, bogata narracja, niemalże „barokowa” dekoracyjność i niezwykła dbałość o szczegóły.
Nierzadko też wybrzmiewa w nich charakterystyczna dla wielu jej realizacji nuta hedonistycznej erotyki.
Rysunek będący bardzo istotną częścią twórczości Dubiel, podobnie jak rzeźba szklana, bazuje na wielowątkowej, czasami przewrotnej, a czasami żartobliwej opowieści i budowaniu historii. Jest on jednak często pozbawiony kolorów, które są zastąpione kreskami, punktami, liniami budującymi skomplikowane struktury i niekończące się światy.
Można powiedzieć, iż w twórczości Pati Dubiel techniki przenikają się, a nawet łączą ze sobą. Dla artystki sam materiał, medium, narzędzie, technika nie mają znaczenia.
Pati Dubiel niekiedy, nawet wbrew regułom i technologii, łączy ze sobą różne materiały - szkło, drewno, kamień , metal. Najważniejszy zawsze jest efekt końcowy uzyskany nie zawsze w klasyczny sposób.
Jej prace są obecne w kolekcjach muzeów m.in. w Muzeum Karkonoskim w Jeleniej Górze, w Muzeum Narodowym w Poznaniu, Muzeum Narodowym we Wrocławiu, w Centrum Dziedzictwa Szkła w Krośnie, w Fundacji Ernstinga, w Coesfeld, Niemcy, w Europejskiej Organizacji ECCO, w Danii. 

## Nagrody
- 2003 – I nagroda w konkursie „Szkło Młodych”[13]
- 2010 – nagroda firmy Archicom w konkursie „Design-Antydesign[14]
- 2013 – I nagroda w konkursie na projekt i wykonanie witrażu dla Związku Polskich Artystów Plastyków we Wrocławiu[4]
- 2015 – II nagroda w konkursie Telewizji Deutsche Welle i TVP Kultura „Artysto, pokaż się!”[5]
- 2023 – I Nagroda ZPAP Wrocław za wystawę “Guilty Pleasure”[6][15]

## Publikacje
- „Batutta Elastica”, Katarzyna Roj, pismo artystyczne Format, 2003[16]
- „Pati Złota Ręka”, Grafia -Magazyn Sztuki Wizualnej, 2004[17]
- Cotalogue of Coburg Glass Prize, Contemporary Glass in Europe, 2006 [18]
- „Unikaty, szkło polskie XXI wieku”, Stefania Żelasko, 2009[19]
- „Art Glass Today”, Jeffrey B. Snyder, 2010[20]
- „European Glass Context 2012”, Susanne Joker Johnsen, Jutta Anette Page, dr Audrey Whittey, 2012[21]
- „Wrocławskie szkło dzisiaj”, katalog wydany przez Centrum Dziedzictwa Szkła w Krośnie, 2012[22]
- „Komiks i jego konteksty-komiks w szkle sparafrazowany Pati Dubiel”, Ewelina Kwiatkowska, 2014[23]
- „Ogień i Szkło” – wywiad z Pati Dubiel, Magdalena Chromik, magazyn Kontrasty, 2014[10]
- „Pati Dubiel – Koń Trojański Wrocławskiego Szkła – (nie) poważna sztuka”, Magdalena Chromik, pismo artystyczne Format, 2014, nr 69[9]

## Wystawy
2002 -2004
- „Young Glass”, Galeria Ceramiki i Szkła, Wrocław, Polska[24]
- „Najlepsze Dyplomy Roku”, Muzeum Plakatu w Wilanowie, Warszawa, Polska[25]
- „Szkło i Malarstwo-wystawa dyplomowa”, Galeria Opus, Wrocław, Polska[24]
- „Batutta Elastica”, Galeria Ceramiki i Szkła, Wrocław, Polska[26]
- „Malarstwo Dolnośląskie c.d”, BWA Wrocław, Wrocław, Polska[27]
- „Tour Lover Glass”, Studio Borowski, Tomaszów Bolesławiecki, Polska[27]
- „Krośnieńskie Biennale Plastyki”, BWA Krosno, Krosno, Polska[27]
- „Szkło Użytkowe Młodych”, KHS Krosno, Krosno, Polska[27]

2005-2009
- „Prodeco”, wystawa młodych projektantów, Warszawa, Polska[27]
- „Kunstmesse Salzburg”, Salzburg, Szwajcaria[27]
- „Journees de la Culture Polonaise”, Algier, Algieria[27]
- “The Coburg Prize for Contemporary Glass”, Glass Museum, Coburg, Niemcy[18]
- „Anioły”, Kopenhaga, Dania[27]
- „Maine Liebe Freundin”, Galeria BB, Kraków, Polska/ wystawa indywidualna[28]
- „Złota Ręka”, Galeria BB, Wrocław, Polska/ wystawa indywidualna[29]
- „Angels”, Slot Marienlyst Muzeum, Helsingor, Dania[27]
- „Przeszłość, Teraźniejszość, Przyszłość”, Arsenał – Muzeum Militariów, Wrocław, Polska[30]
- „Glaas Pools”, Glasrijk, Tubbergen, Holandia[27]
- „Glass”, Galeria Meander, Zevenaar, Holandia[31]
- „Glass II”, Galeria Rudolfv, Amsterdam, Holandia[31]
- „Pop Art In Glass”, Neu Grimnitz, Niemcy[27]
- „Glass a’Porte”, Duńskie Muzeum Sztuki i Wzornictwa, Kopenhaga, Dania[32]
- „Design- Antydesign”, Muzeum Architektury, Wrocław, Polska[31]
- „Szklane Kobiety i Pies”, Galeria Ceramiki i Szkła, Wrocław, Polska[13]
- „Unikaty.Szkło Polskie XXI wieku”, Muzeum Karkonoskie, Jelenia Góra, Polska[33]

2010
- „Glass & Kunst Goirle”, Goirle, Holandia[27]
- „Szklane Kobiety i Pies”, Zamek Książ, Wałbrzych, Polska[34]
- „Glass a’Porte II”, Kraków, Polska[35]
- „Szkłowiek”, Centrum Promocji Kultury, Trąbki, Polska[27]

2011
- „Glass & Paint”, Galeria Bram, Hobro, Dania[27]
- „Glass”, Galeria Van Strien, Nieuw Amsterdam, Holandia[27]
- „Polskie Szkło Artystyczne”, Parlament Europejski, Madou Building, Bruksela, Belgia[27]

2012
- „Hybryda” wystawa szkła i rysunku inaugurująca otwarcie galerii „Lipowa 3” przy Instytucie Ceramiki i Materiałów Budowlanych w Krakowie, Kraków, Polska/ wystawa indywidualna[36][37]
- „Wrocław=Szkło”, BWA, Rzeszów[14]
- „European Glass Context”, Bornholm Kunstmusem, Bornholm, Dania[38]
- „Glass!!”, Herxhaim, Niemcy[39]
- „Fun, Joke, Surprise”, Europejski Festiwal Szkła, Wrocław, Kraków, Krosno, Polska[40]

2013
- „X Files”, European Glass Festival, Galeria Versus, Wrocław, Polska[41]
- Pati Dubiel & Kasia Bors- wystawa szkła inaugurująca otwarcie galerii Versus, Wrocław, Polska[39]

2014
- „Glass Made In Wrocław”, Alter Hof Herding, Coesfeld, Niemcy[42]
- „Dreamscapes Exhibition”, Alden Biesen, Belgia[43]
- „Perspectives, Art, Inflamation and Me”, Kopenhaga, Dania[44]

2015
- „Wystawa inaugurująca otwarcie Galerii Stacja Design”, Stacja Design, Wrocław, Polska[39]
- “Colours”, Hempelglasmuseum, NykØbing sj, Dania[45]
- „Palindrom”, Państwowa Galeria Sztuki w Sopocie, Sopot, Polska[46][47]

2016
- „Art Park”, Galeria Socato, Wrocław, Polska[48]
- „Magia zamknięta w szkle”, Galeria Grabskich, Kazimierz Dolny, Polska[49]
- „Femme Fatale”, Muzeum Szkła i Biżuterii, Jablonec, Czechy[50][51]
- „Ceramika i Szkło. Obszary Sensualne”, Muzeum Miejskie, Wrocław, Polska[52][53]
- „Art Palm Beach”, Palm Beach, USA[51]
- „Szkło Polskie”, Centrum Dziedzictwa Szkła, Krosno, Polska[51]

2017
- „Faszination Glass Kunst”, Closter Lorch, Lorch, Niemcy[39]

2018
- „Love, Sex and Rock&Roll”, Versus Gallery, Wrocław, Polska[54]

2019
- “Polskie Szkło Artystyczne 1949 – 2019. Mistrzowie”, Galeria Ring, Legnica, Polska[55]
- „Glaskunst in Grote Diversiteit”, Aventurijn Galerie, Epe, Holandia[56]
- „Modus Operandi”, Versus Gallery, Wrocław, Polska / wystawa indywidualna[57]

2020
- „Zodiac”, Versus Gallery, Wrocław, Polska[58]
- „Szkło & rysunek” CDT Medicus, Lubin, Polska[39]
- “Book – Art – Object”, Belgrad, Serbia[59]

2021
- „Z miłości i wiatru”, BWA Częstochowa, Polska[60]
- “Wystawa Poplenerowa 13 Park Sztuki, Zamek kliczków”, Galeria “W Sam Raz”, Bolesławiecki Ośrodek Kultury, Bolesławiec, Polska[61]

2022
- „Po Sztuce”, Pałac Hatzfeldów, Wrocław, Polska[62][63]
- „Autopsy”, Stara Łaźnia, Zawiercie, Polska / wystawa indywidualna[64][65][66]

2023
- „Polish Glass Review”, Galeria Neon, Wrocław, Polska[67]
- „10 Ananasów”, Versus Gallery, Wrocław, Polska[68]
- „Horbowy Competition”, Muzeum Karkonoskie, Jelenia Góra, Polska[69]
- „Glass”, Continuum Gallery, Konigswinter, Niemcy ze współpracą Habatat Gallery, Royal Oak, Michigan (USA), Kiel, Niemcy[potrzebny przypis]
- „Horbowy Competition”, Centrum Sztuki Piekarnia, Wrocław, Polska[70]
- „Wrocławski Warsztat i Wyobraźnia”, Galeria Miejska, Wrocław, Polska[71]
- „Guilty Pleasure”, Centrum Dziedzictwa Szkła, Krosno, Polska/ wystawa indywidualna[72]
- „Art Show”, targi sztuki, Warszawa, Polska[potrzebny przypis]

2024
- „Wystawa Laureatów Nagrody Roku 2023 ZPAP Wrocław”, Galeria Mia, Wrocław, Polska[73][74]
- „Polish Glass”, Glasmuseum Lette, Lette, Niemcy[75]
- „Wystawa Poplenerowa 16 Park Sztuki, Zamek”, Galeria “W Sam Raz”, Kliczków Bolesławiecki Ośrodek Kultury, Bolesławiec, Polska[76]

2025
- “Wystawa Jubileuszowa 15-lecie PARKU SZTUKI w Zamku Kliczków”, Galeria Miejska, Wrocław, Polska[77]